# Tomohiro Matsunaga
Tomohiro Matsunaga –en japonés: 松永 共広, Matsunaga Tomohiro– (Yaizu, 27 de junio de 1980) es un deportista japonés que compitió en lucha libre.
Participó en los Juegos Olímpicos de Pekín 2008, obteniendo la medalla de plata en la categoría de 55 kg. Ganó dos  medallas en el Campeonato Asiático de Lucha, oro en 2008 y bronce en 2005.

## Palmarés internacional
| Juegos Olímpicos    | Juegos Olímpicos     | Juegos Olímpicos  | Juegos Olímpicos |
| Año                 | Lugar                | Medalla           | Categoría        |
| ------------------- | -------------------- | ----------------- | ---------------- |
| 2008                | Pekín (China)        | Medalla de plata  | 55 kg            |
| Campeonato Asiático |                      |                   |                  |
| Año                 | Lugar                | Medalla           | Categoría        |
| 2005                | Wuhan (China)        | Medalla de bronce | 55 kg            |
| 2008                | Jeju (Corea del Sur) | Medalla de oro    | 55 kg            |